# مدل نیس

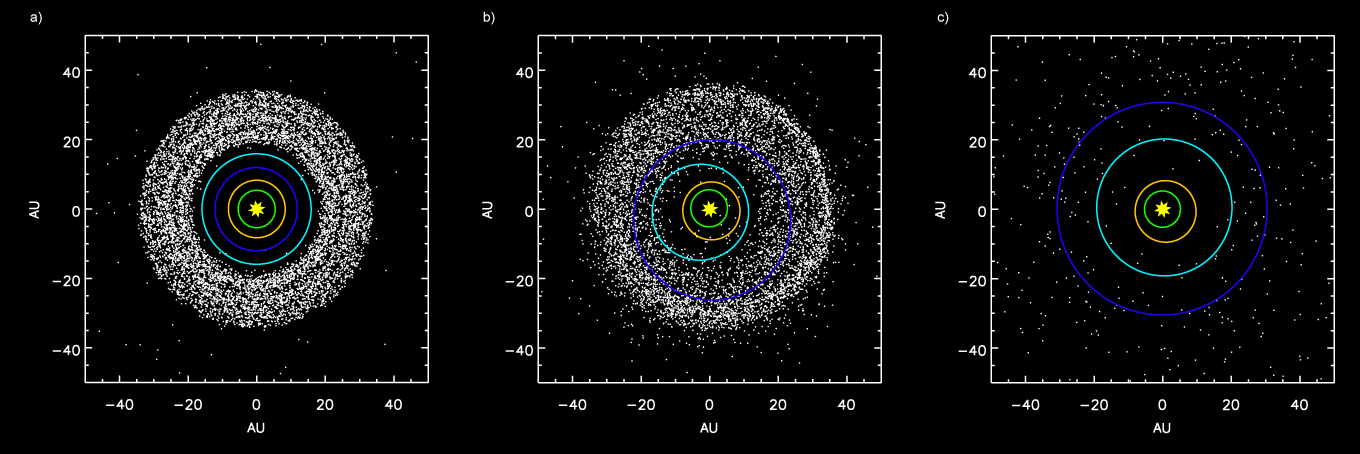
شبیه‌سازی سیارات بیرونی و کمربند سیاره کوچک: الف) «پیکربندی اولیه، قبل از رسیدن مشتری و زحل به رزونانس ۲:۱». ب) «پراکندگی سیارات کوچک به درون منظومه شمسی پس از تغییر مداری نپتون (آبی تیره) و اورانوس (آبی روشن)». ج) «پس از پرتاب سیارات کوچک توسط سیارات».

مدل نیس (انگلیسی: Nice model) سناریویی برای تکامل دینامیکی منظومه شمسی است. این مدل به نام مکان رصدخانه کوت دزور — جایی که نخستین بار در سال ۲۰۰۵ شکل گرفت — یعنی نیس فرانسه نام‌گذاری شده‌است.